# Ryder Cup 1987
Navigation
1985 1989
La 27e Ryder Cup s’est déroulée du 25 au 27 septembre 1987 au Muirfield Village Golf Club (en) de Dublin, Ohio, une banlieue au nord de Columbus. Après une victoire 15 à 13, l'Europe remporte sa deuxième compétition consécutive, dans ce qui est probablement l'édition la plus historique, car après un bilan d'invincibilité de 13 victoires à 0 durant ces 60 dernières années, l’équipe américaine perd pour la première fois de son histoire sur son sol,.	

## Organisation

### Parcours
La compétition se déroule sur le parcours du Muirfield Village Golf Club (en) de Dublin, Ohio aux États-Unis, pour une longueur de 7 114 yards (6 505 mètres) en 72 coups.
| Aller | Aller | Aller                     | Retour | Retour | Retour                    |
| N°    | Par   | Distance (yards / mètres) | N°     | Par    | Distance (yards / mètres) |
| ----- | ----- | ------------------------- | ------ | ------ | ------------------------- |
| 1     | 4     | 446 / 408                 | 10     | 40     | 441 / 403                 |
| 2     | 4     | 452 / 413                 | 11     | 50     | 538 / 492                 |
| 3     | 4     | 392 / 358                 | 12     | 30     | 156 / 143                 |
| 4     | 3     | 214 / 196                 | 13     | 40     | 442 / 404                 |
| 5     | 5     | 531 / 486                 | 14     | 40     | 363 / 332                 |
| 6     | 4     | 430 / 393                 | 15     | 50     | 490 / 448                 |
| 7     | 5     | 549 / 502                 | 16     | 30     | 204 / 186                 |
| 8     | 3     | 189 / 173                 | 17     | 40     | 430 / 393                 |
| 9     | 4     | 410 / 375                 | 18     | 40     | 437 / 400                 |
| Aller | 36    | 3 613 / 3 304             | Retour | 36     | 3 501 / 3 201             |

## Équipes
Comme lors de l'édition précédente, dix joueurs américains sont sélectionnés à partir d'une liste de points. Les deux derniers qualifiés sont Scott Simpson qui remporte l'US Open de golf de 1987 (en), tandis que Larry Nelson se qualifie en remportant le Championnat de la PGA 1987.
Le principe de la sélection de l’équipe européenne est le même que lors de l'édition précédente. Neuf joueurs sont sélectionnés en fonction de leur classement dans la liste des gains durant l'European Tour de 1987, qui se clôture juste après l'Open d’Allemagne du 30 août. Les trois autres sont sélectionnés juste après ce tournoi selon les choix du capitaine Tony Jacklin.
Avant le début du tournoi, Eamonn Darcy (en) se positionne à la 9e place des qualifications et Mats Lanner (en) à la 10e place. Lanner terminant seulement un coup devant Darcy, c'est ce dernier qui conserve sa place qualificative. Ken Brown (en), Sandy Lyle et José María Olazábal, furent les troix choix du capitaine.
| États-Unis         | États-Unis       | Europe                | Europe                              |
| ------------------ | ---------------- | --------------------- | ----------------------------------- |
|                    |                  |                       |                                     |
| Capitaines         |                  |                       |                                     |
| Jack Nicklaus      | Jack Nicklaus    | Tony Jacklin          | Tony Jacklin                        |
| Joueur             | Note             | Joueur                | Note                                |
| Andy Bean (en)     | 2e participation | Severiano Ballesteros | 4e participation                    |
| Mark Calcavecchia  | débutant         | Gordon J. Brand (en)  | débutant                            |
| Ben Crenshaw       | 3e participation | Ken Brown (en)        | Choix du capitaine 5e participation |
| Tom Kite           | 5e participation | Howard Clark          | 4e participation                    |
| Larry Mize         | débutant         | Eamonn Darcy (en)     | 4e participation                    |
| Larry Nelson       | 3e participation | Nick Faldo            | 6e participation                    |
| Dan Pohl (en)      | débutant         | Bernhard Langer       | 4e participation                    |
| Scott Simpson      | débutant         | Sandy Lyle            | Choix du capitaine 5e participation |
| Payne Stewart      | débutant         | José Maria Olazábal   | Choix du capitaine débutant         |
| Curtis Strange     | 3e participation | José Rivero (en)      | 2e participation                    |
| Hal Sutton         | 2e participation | Sam Torrance          | 4e participation                    |
| Lanny Wadkins (en) | 5e participation | Ian Woosnam           | 3e participation                    |

## Compétition
La Ryder Cup est une compétition de match-play par équipes.
Le format de la compétition :
- Première journée (vendredi) : 4 matchs en foursomes et 4 matchs en fourballs
- Deuxième journée (samedi) : 4 matchs en foursomes et 4 matchs en fourballs
- Troisième journée (dimanche) : 12 matchs individuels

Foursomes : Dans ce format, par équipe de deux joueurs, les deux golfeurs d'une équipe jouent la même balle à tour de rôle. L’un des joueurs commence les départs pairs et l’autre les impairs. Si l'équipe européenne et l'équipe américaine sont à égalité, les deux équipes partagent le trou.

Fourballs : Dans ce format, par équipe de deux joueurs, tous les golfeurs jouent leurs balles et le golfeur qui réalise le meilleur score du trou donne un point à son équipe. Si le meilleur joueur européen et le meilleur joueur américain sont à égalité, les deux équipes partagent le trou.
Avec un total de 28 points, 14 points et demi sont nécessaires pour remporter la Coupe, tandis que 14 points suffisent pour que le champion en titre conserve la Coupe.

### Première journée
Vendredi 25 septembre 1987 - Matin
| États-Unis                    | Résultats           | Europe                                    |
| ----------------------------- | ------------------- | ----------------------------------------- |
| Curtis Strange Tom Kite       | États-Unis : 4 et 2 | Sam Torrance Howard Clark                 |
| Hal Sutton Dan Pohl (en)      | États-Unis : 2 et 1 | Ken Brown (en) Bernhard Langer            |
| Lanny Wadkins (en) Larry Mize | Europe : 2 up       | Nick Faldo Ian Woosnam                    |
| Larry Nelson Payne Stewart    | Europe : 1 up       | Severiano Ballesteros José Maria Olazábal |
| 2                             | Session             | 2                                         |
| 2                             | Au général          | 2                                         |

Vendredi 25 septembre 1987 - Après-midi
| États-Unis                       | Résultats       | Europe                                    |
| -------------------------------- | --------------- | ----------------------------------------- |
| Ben Crenshaw Scott Simpson       | Europe : 3 et 2 | Gordon J. Brand (en) José Rivero (en)     |
| Andy Bean (en) Mark Calcavecchia | Europe : 1 up   | Sandy Lyle Bernhard Langer                |
| Hal Sutton Dan Pohl (en)         | Europe : 2 et 1 | Nick Faldo Ian Woosnam                    |
| Curtis Strange Tom Kite          | Europe : 2 et 1 | Severiano Ballesteros José Maria Olazábal |
| 0                                | Session         | 4                                         |
| 2                                | Au général      | 6                                         |

### Deuxième journée
Samedi 26 septembre 1987 - Matin
| États-Unis                      | Résultats           | Europe                                    |
| ------------------------------- | ------------------- | ----------------------------------------- |
| Curtis Strange Tom Kite         | États-Unis : 3 et 1 | José Rivero (en) Gordon J. Brand (en)     |
| Hal Sutton Larry Mize           | Égalité             | Nick Faldo Ian Woosnam                    |
| Lanny Wadkins (en) Larry Nelson | Europe : 2 et 1     | Sandy Lyle Bernhard Langer                |
| Ben Crenshaw Payne Stewart      | Europe : 1 up       | Severiano Ballesteros José Maria Olazábal |
| 1½                              | Session             | 2½                                        |
| 3½                              | Au général          | 8½                                        |

Samedi 26 septembre 1987 - Après-midi
| États-Unis                      | Résultats           | Europe                                    |
| ------------------------------- | ------------------- | ----------------------------------------- |
| Curtis Strange Tom Kite         | Europe : 5 et 4     | Nick Faldo Ian Woosnam                    |
| Andy Bean (en) Payne Stewart    | États-Unis : 3 et 2 | Eamonn Darcy (en) Gordon J. Brand (en)    |
| Hal Sutton Larry Mize           | États-Unis : 2 et 1 | Severiano Ballesteros José Maria Olazábal |
| Lanny Wadkins (en) Larry Nelson | Europe : 1 up       | Sandy Lyle Bernhard Langer                |
| 2                               | Session             | 2                                         |
| 5½                              | Au général          | 10½                                       |

### Troisième journée
Dimanche 27 septembre 1987 - Après-midi
| États-Unis         | Résultats           | Europe                |
| ------------------ | ------------------- | --------------------- |
| Andy Bean (en)     | États-Unis : 1 up   | Ian Woosnam           |
| Dan Pohl (en)      | Europe : 1 up       | Howard Clark          |
| Larry Mize         | Égalité             | Sam Torrance          |
| Mark Calcavecchia  | États-Unis : 1 up   | Nick Faldo            |
| Payne Stewart      | États-Unis : 2 up   | José Maria Olazábal   |
| Ben Crenshaw       | Europe : 1 up       | Eamonn Darcy (en)     |
| Scott Simpson      | États-Unis : 2 et 1 | José Rivero (en)      |
| Larry Nelson       | Égalité             | Bernhard Langer       |
| Tom Kite           | États-Unis : 3 et 2 | Sandy Lyle            |
| Curtis Strange     | Europe : 2 et 1     | Severiano Ballesteros |
| Hal Sutton         | Égalité             | Gordon J. Brand (en)  |
| Lanny Wadkins (en) | États-Unis : 3 et 2 | Ken Brown (en)        |
| 7½                 | Session             | 4½                    |
| 13                 | Au général          | 15                    |

## Statistiques des joueurs
| États-Unis         | États-Unis         | États-Unis       | États-Unis    | États-Unis       | Europe                | Europe                | Europe           | Europe        | Europe           |
| Joueur             | Nombre d'éditions  | Avant 1987 V-D-N | En 1987 V-D-N | Après 1987 V-D-N | Joueur                | Nombre d'éditions     | Avant 1987 V-D-N | En 1987 V-D-N | Après 1987 V-D-N |
| ------------------ | ------------------ | ---------------- | ------------- | ---------------- | --------------------- | --------------------- | ---------------- | ------------- | ---------------- |
| Andy Bean (en)     | 2 1979-87          | 2-1-0            | 2-1-0         | 4-2-0            | Severiano Ballesteros | 4 1979-83-85-87       | 6-6-3            | 4-1-0         | 10-7-3           |
| Mark Calcavecchia  | 1 1987             | Aucun            | 1-1-0         | 1-1-0            | Gordon J. Brand (en)  | 1 1987                | Aucun            | 1-2-1         | 1-2-1            |
| Ben Crenshaw       | 3 1981-83-87       | 3-2-1            | 0-3-0         | 3-5-1            | Ken Brown (en)        | 5 1977-79-83-85-87    | 4-7-0            | 0-2-0         | 4-9-0            |
| Tom Kite           | 5 1979-81-83-85-87 | 13-5-4           | 3-2-0         | 16-7-4           | Howard Clark          | 4 1977-81-85-87       | 3-3-1            | 1-1-0         | 4-4-1            |
| Larry Mize         | 1 1987             | Aucun            | 1-1-2         | 1-1-2            | Eamonn Darcy (en)     | 4 1975-77-81-87       | 0-8-1            | 1-1-0         | 1-9-1            |
| Larry Nelson       | 3 1979-81-87       | 9-0-0            | 0-3-1         | 9-3-1            | Nick Faldo            | 6 1977-79-81-83-85 87 | 11-6-0           | 3-1-1         | 14-7-1           |
| Dan Pohl (en)      | 1 19               | Aucun            | 1-2-0         | 1-2-0            | Bernhard Langer       | 4 1981-83-85-87       | 7-4-3            | 3-1-1         | 10-5-1           |
| Scott Simpson      | 1 19               | Aucun            | 1-1-0         | 1-1-0            | Sandy Lyle            | 5 1977-81-83-85-87    | 4-8-2            | 3-1-0         | 7-9-2            |
| Payne Stewart      | 1 19               | Aucun            | 2-2-0         | 2-2-0            | José Maria Olazábal   | 1 1987                | Aucun            | 3-2-0         | 3-2-0            |
| Curtis Strange     | 3 1983-85-87       | 3-2-1            | 2-3-0         | 5-5-1            | José Rivero (en)      | 2 1985-87             | 1-1-0            | 1-2-0         | 2-3-0            |
| Hal Sutton         | 2 1985-87          | 1-2-1            | 2-1-2         | 3-3-4            | Sam Torrance          | 4 1981-83-85-87       | 3-5-0            | 0-1-1         | 3-6-1            |
| Lanny Wadkins (en) | 5 1977-79-83-85-87 | 12-4-1           | 1-3-0         | 13-7-1           | Ian Woosnam           | 3 1983-85-87          | 2-4-0            | 3-1-1         | 5-5-1            |